# Strength & Loyalty
Strength & Loyalty är ett album av rappgruppen Bone Thugs-N-Harmony, släppt 8 maj 2007. Albumet innehåller bland annat hitlåten "Lil' L.O.V.E.", vilken gästas av Mariah Carey och Bow Wow.

## Låtlista
1. "Flow Motion" - 3:09
2. "Bump in the Trunk" - 4:25
3. "Wind Blow" - 4:18
4. "I Tried" - 4:47
5. "Lil Love" - 3:52
6. "C-Town" - 5:05
7. "Order My Steps (Dear Lord)" - 3:57
8. "Streets" - 4:21
9. "9mm" - 4:43
10. "Gun Blast" - 3:37
11. "Candy Paint" - 3:45
12. "So Good So Right" - 3:35
13. "Sound the Same" - 4:25
14. "Never Forget Me" - 4:46